# NStB – Budweis bis Eger
Die NStB – Budweis bis Eger waren Dampflokomotiven der k.k. Nördlichen Staatsbahn (NStB) Österreich-Ungarns.
Die vier Lokomotiven wurden von der Lokomotivfabrik William Norris in Philadelphia 1845 geliefert.
Die NStB gab ihnen die Namen BUDWEIS, TEPLITZ, CARLSBAD und EGER sowie die Betriebsnummern 7–10.
Als 1855 die NStB an die StEG verkauft wurde, erhielten die Maschinen die Betriebsnummern 23–26.
Alle vier Fahrzeuge wurden vor 1873 ausgemustert.